# Rekonstrukcja historyczna

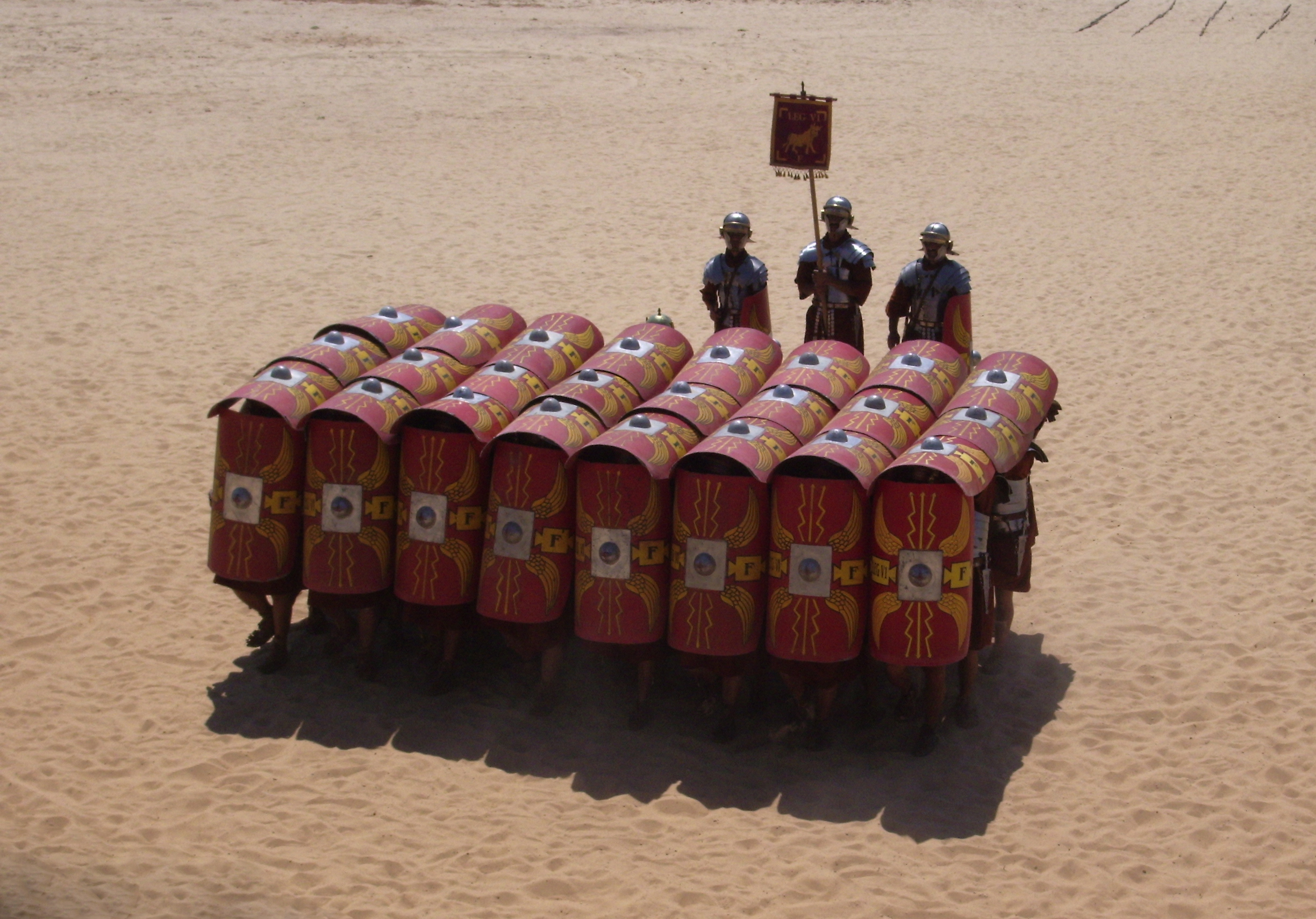
Rekonstrukcja szyku rzymskich legionistów (testudo)

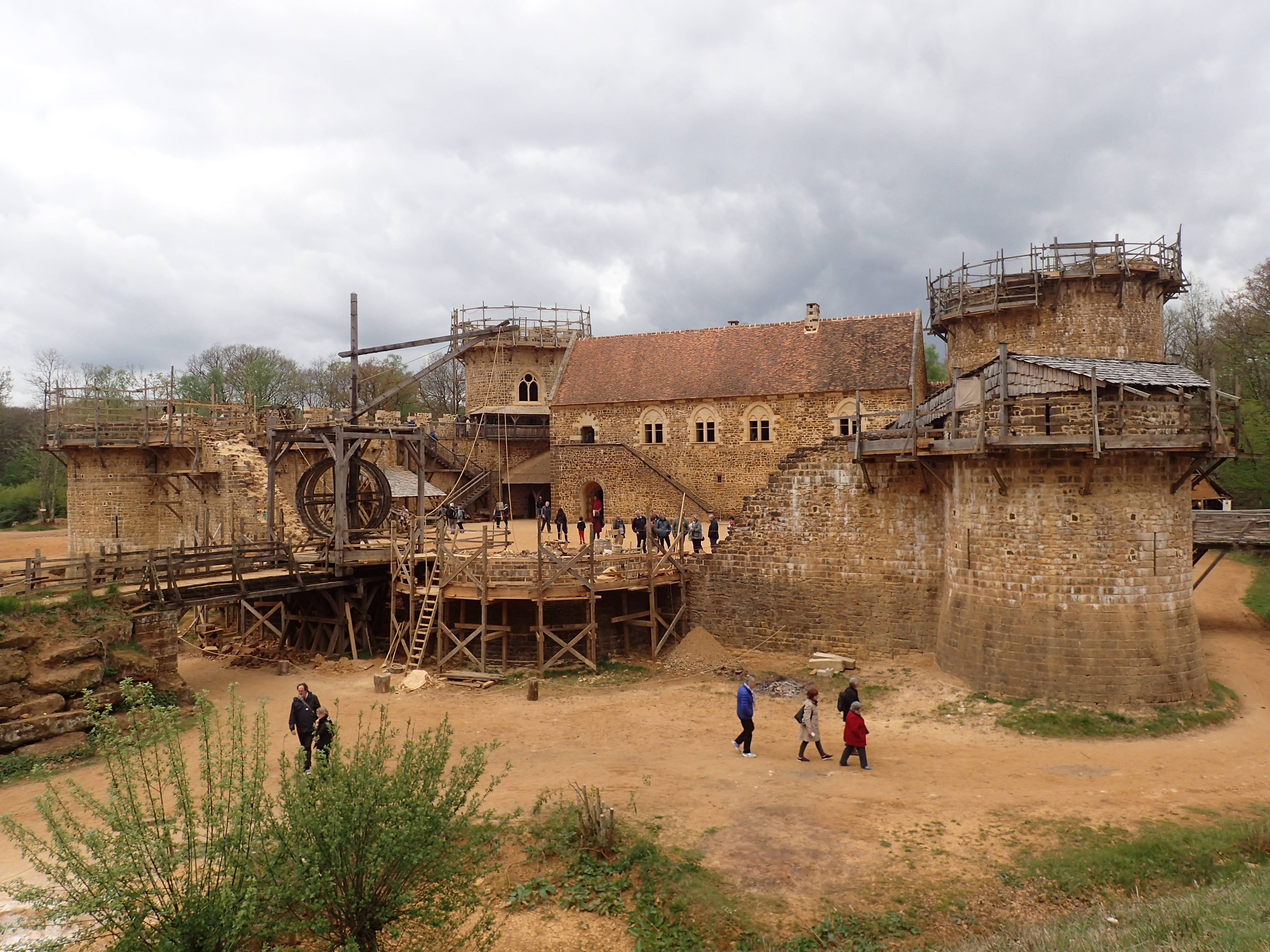
Rekonstrukcja średniowiecznego zamku w Treigny

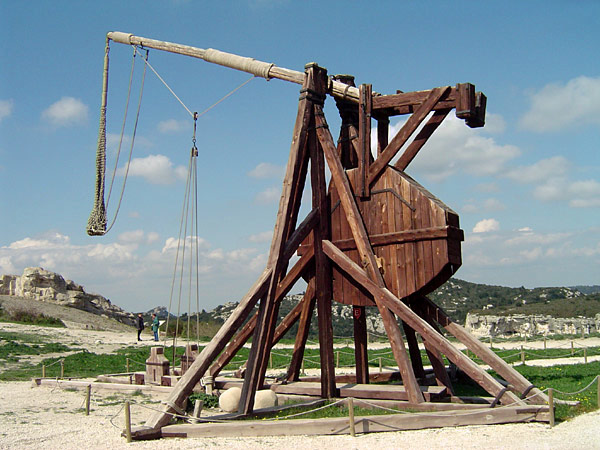
Rekonstrukcja machiny oblężniczej (trebusza)

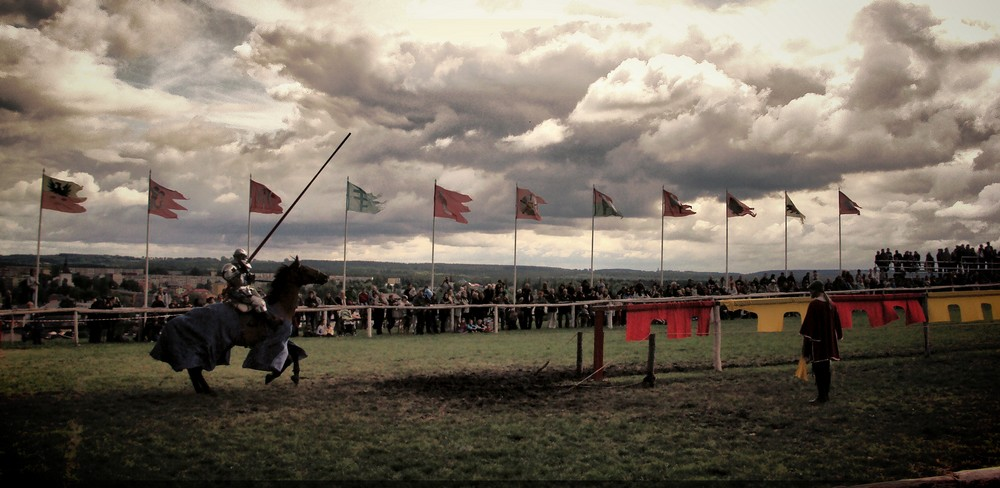
Rekonstrukcja turnieju rycerskiego

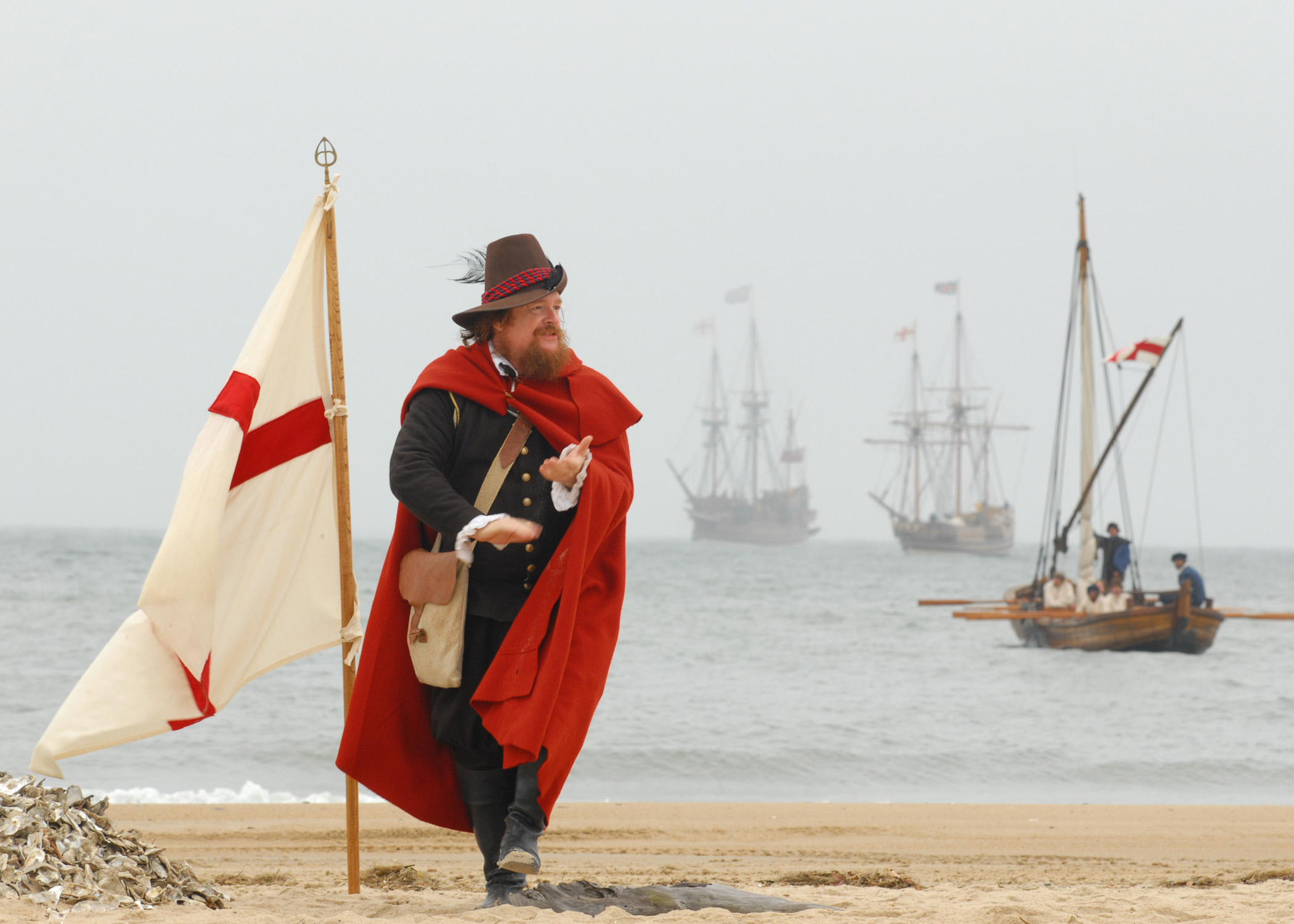
Rekonstrukcja lądowania Johna Smitha w Nowym Świecie

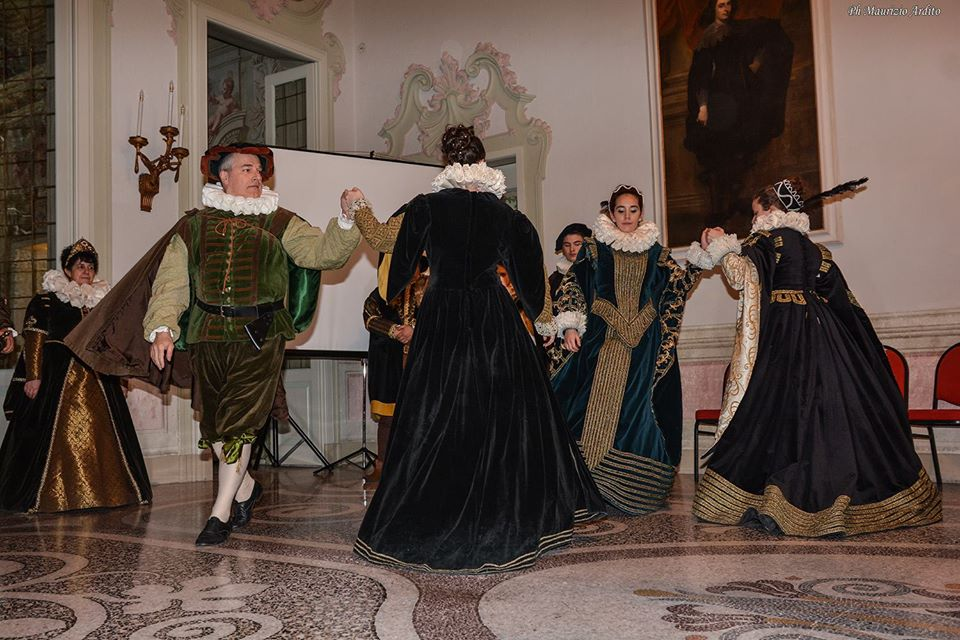
Rekonstrukcja tańca dworskiego

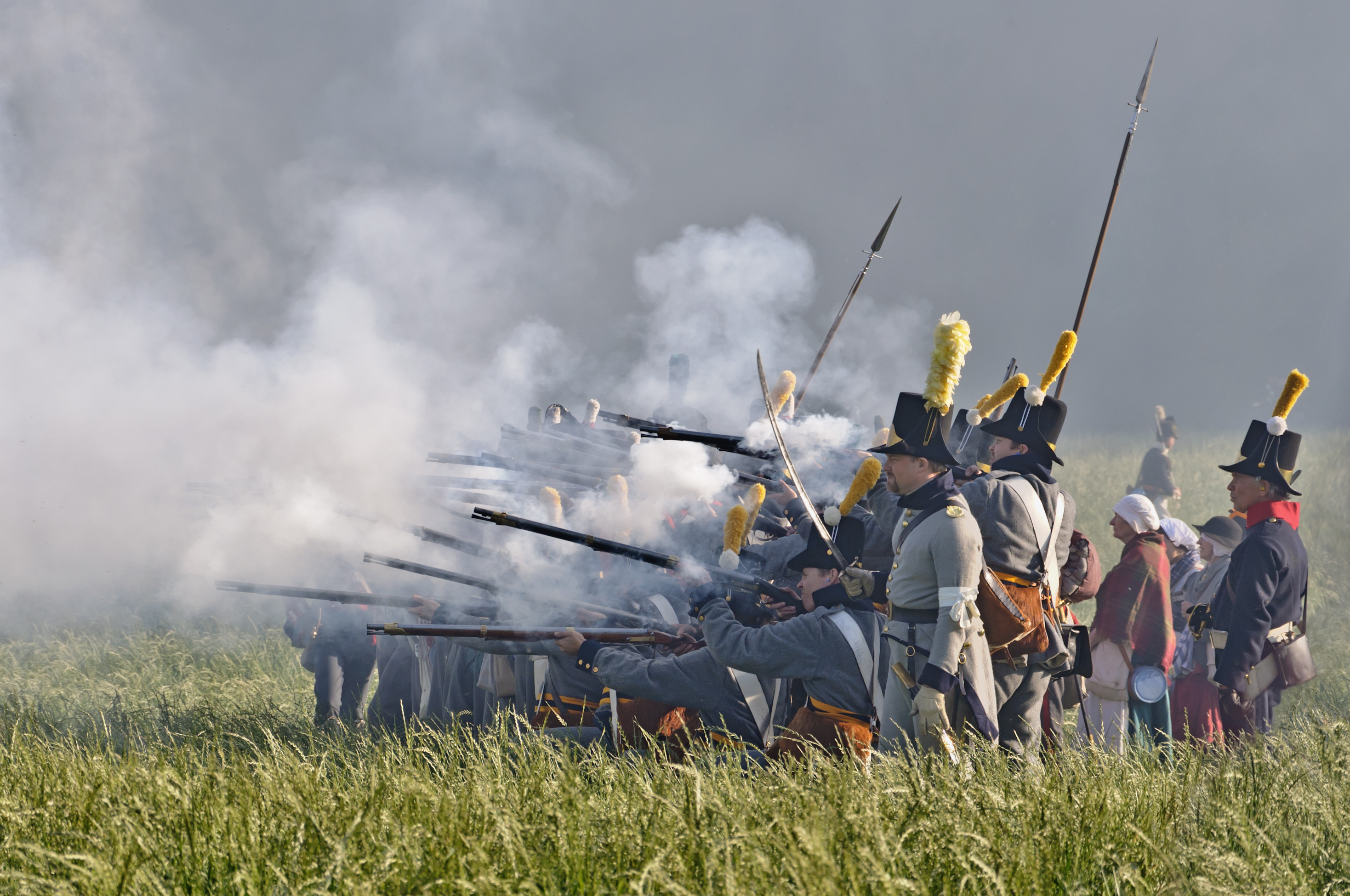
Rekonstrukcja bitwy pod Waterloo

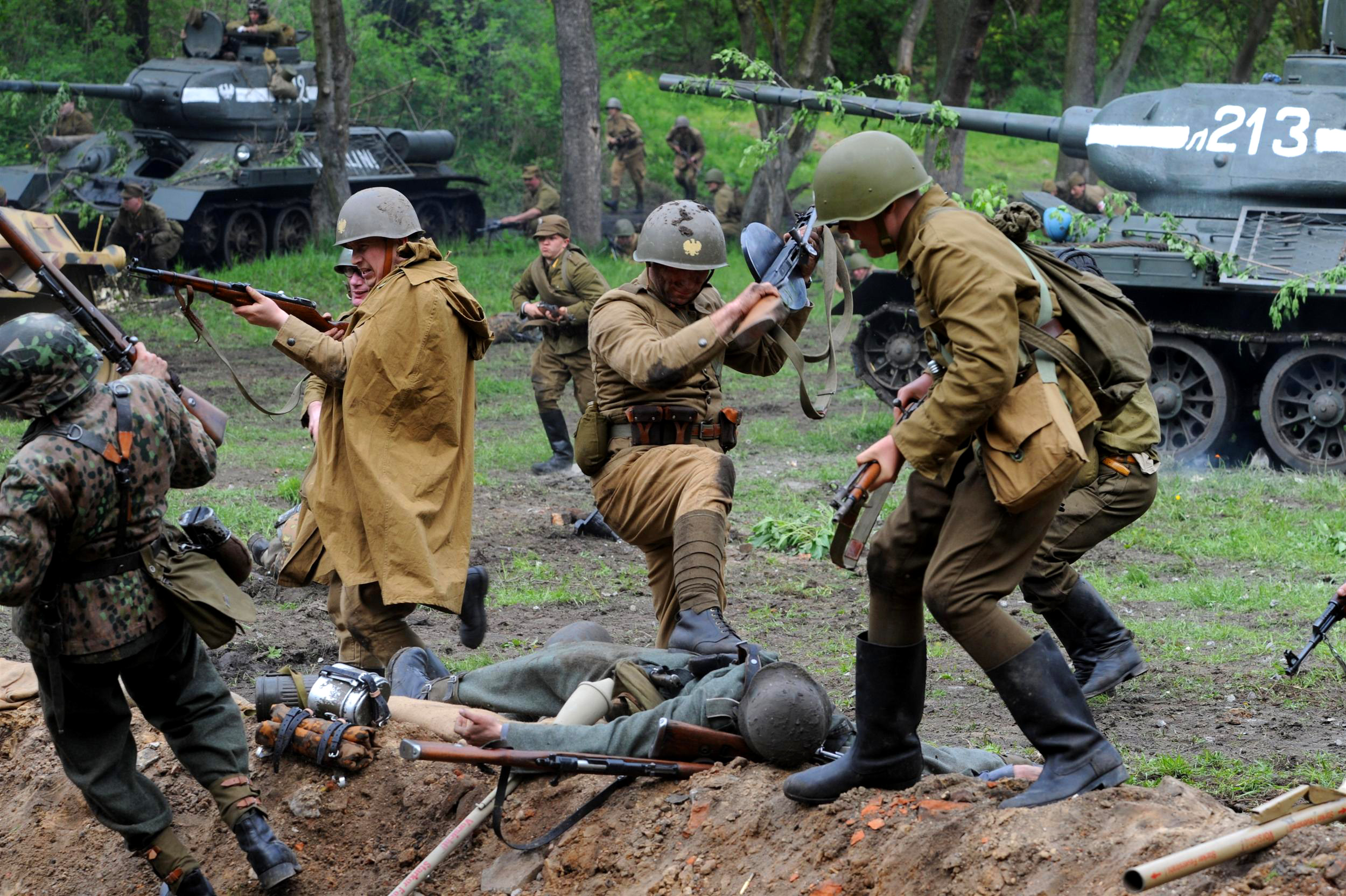
Rekonstrukcja bitwy o Berlin

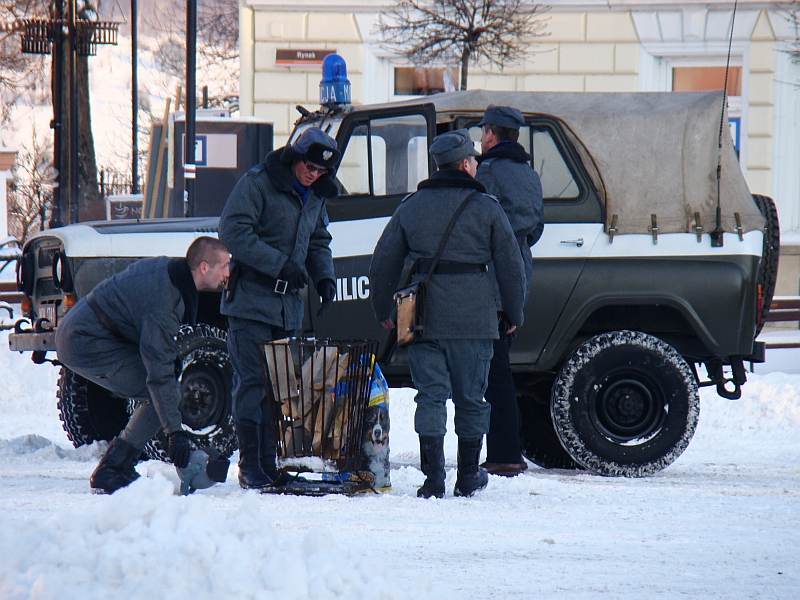
Rekonstrukcja stanu wojennego w Polsce

Rekonstrukcja historyczna – zbiór działań, których uczestnicy odtwarzają wybrane aspekty życia zbiorowości ludzkich z danego okresu historycznego. 
Zakres tych działań jest stosunkowo szeroki i obejmować może zarówno wytwarzanie replik historycznych artefaktów (np. ceramiki, odzieży, broni), jak i tworzenie inscenizacji z wykorzystaniem tychże w celu zaprezentowania „na żywo” realiów historycznych (np. pracy warsztatu rzemieślniczego czy przebiegu turnieju rycerskiego). Niejednokrotnie inscenizacje rekonstruktorskie odnoszą się do konkretnych wydarzeń historycznych (np. uroczystości czy bitwy). Rekonstrukcja historyczna może być aktywnością przybierającą formę zarówno amatorskiego hobby jak i pracy zawodowej.

## Nazewnictwo
Próby przenoszenia wydarzeń historycznych do współczesności w celu przybliżenia jej publiczności lub też dla samych uczestników projektów historycznych bywają określane terminem „żywej historii”, gdyż przy każdym projekcie szczególną uwagę zwraca się na dramatyzm wydarzeń oraz dbałość o zachowanie realiów. W rezultacie historyczne rekonstrukcje sprowadzają się w swej zasadniczej postaci do przedstawiania „na żywo” czynności w obrębie historycznego kontekstu. Historyk Michał Bogacki zaproponował, ażeby w języku polskim działalność taką nazywać „odtwórstwem historycznym”.
Mimo różnych argumentów merytorycznych przemawiających za przedstawioną propozycją w praktyce utrwaliły się określenia pochodne od czasownika „rekonstruować”, jak: „rekonstrukcja historyczna”, „rekonstruktor”, „grupa rekonstrukcji historycznej”. Używają ich zarówno sami rekonstruktorzy, jak media – zarówno niszowe pisma środowiskowe, jak i środki masowego przekazu – są też używane w języku potocznym.

## Kryteria zainteresowań
Działania odtwórcze można systematyzować używając różnych kryteriów, między innymi poprzez:
- Stosunek do nauk historycznych – w którym na jednym krańcu znajdą się działania odtwórcze o znamionach badań eksperymentalnych, prowadzone przez ludzi o wysokim poziomie wiedzy fachowej, dzięki którym można weryfikować hipotezy nauk historycznych i lepiej rozumieć aktorów wydarzeń z przeszłości. Na przeciwległym krańcu znajdzie się amatorska, popularna rekonstrukcja historyczna traktowana jako rozrywka i atrakcja turystyczna.
- Sferę rekonstrukcji – działania odtwórcze często dzielone są na rekonstruowanie dawnych działań militarnych (ang. combat reenacting) lub  aktywności cywilnej (ang. living history). Oba te nurty odtwórstwa uzupełniają się i często współwystępują w ramach tych samych imprez, ale w różnych państwach ze względu na regionalną historię mogą cieszyć się mniejszą lub większą popularnością.
- Zakres aktywności:
  - Rekonstruowanie artefaktów – produkcja replik historycznych artefaktów, mogąca obejmować przykładowo wytwarzanie sprzętów, narzędzi, broni, pojazdów, ubrań, mundurów, zbroi jak najwierniej naśladując przedmioty oryginalne, często przy użyciu technik i materiałów z danej epoki. Aktywność ta może również wiązać się ze wznoszeniem zabudowań. Wykorzystywanie artefaktów jest nierozerwalnie powiązane z działalnością rekonstruktorską, bez których przeprowadzanie inscenizacji traci na jakości i immersji bądź jest wręcz niemożliwe. Często aktywność związana z tworzeniem artefaktów wymaga specjalistycznej wiedzy i ze względu na swoją czasochłonność utrudnia uczestniczenie w pozostałych aktywnościach rekonstruktorskich. Z tego też względu dla niektórych rekonstruktorów może stać się wąską specjalizacją, a nawet główną aktywnością zawodową.
  - Rekonstruowanie sylwetki – obejmujące odtwarzanie sylwetki wybranej postaci reprezentującej określoną grupę społeczną (np. rzemieślnika, szlachcica, żołnierza czy członka trupy artystycznej). Polega na kompletowaniu przedmiotów tworzących spójny zbiór odpowiadający danej postaci (np. ubiór, wyposażenie, biżuteria, broń), dzięki czemu możliwe staje się zaprezentowanie odbiorcy postaci niejako wyjętej z danego okresu historycznego. Odtwarzając sylwetkę, rekonstruktor może również uczyć się pełnionych przez nią ról w ówczesnym społeczeństwie a także relacji z członkami innych grup społecznych.
  - Inscenizacja – jest aktywnością polegającą na prezentacji swojego dorobku i osiągnięć z zakresu rekonstrukcji przed odbiorcami. Współpracując z innymi rekonstruktorami daje to możliwość przedstawienia jak dana część historycznej społeczności mogła funkcjonować w praktyce. Do przykładów inscenizacji można zaliczyć między innymi prezentację działania warsztatu rzemieślniczego, pokaz turnieju rycerskiego, wjazdu orszaku książęcego do miasta czy ćwiczeń oddziału wojskowego. Inscenizacje mogą przybierać formę imprez masowych, dając możliwość zaprezentowania dorobku rekonstrukcyjnego przed szerszą grupą odbiorców. Często są to wydarzania organizowanie wg rozbudowanego scenariusza tworzącego narracje złożone z sekwencji wydarzeń, trwające wiele godzin, a nawet dni, i wymagające zaangażowania znacznej liczby osób. Są one również okazją do spotkań środowiska rekonstruktorskiego, stanowiąc forum do dyskusji i wymiany doświadczeń.

## Historia
Odtwarzanie wydarzeń historycznych ma swą długą historię. Zapisy z czasów starożytnego Egiptu, Grecji bądź Rzymu mówią o przypominaniu dla potrzeb publicznych wielkich zwycięstw militarnych ówczesnych władców. W 1687 roku król Jakub II Stuart odtworzył oblężenie Budapesztu na polach Hounslow Heath. W czasach wojen napoleońskich regularne oddziały wojska oraz milicji inscenizowały w Hyde Parku wielkie bitwy dla mieszkańców Londynu.